# Estación de Huelva
Huelva, también conocida como Huelva-Las Metas, es la estación de ferrocarril de Huelva de carácter terminal situada en el paraje de Las Metas, en la ciudad española de Huelva en la comunidad autónoma de Andalucía. Fue inaugurada en 2018.
En un principio la estación iba a tener capacidad para recibir trenes de alta velocidad pero de momento siguen llegando los mismos trenes que llegaban a la antigua estación de ferrocarril, aunque está confirmado que la Alta Velocidad llegará a Huelva.
La estación está situada en el paraje de Las Metas, en las cercanías de la plaza de El Punto, a unos mil metros de la antigua estación en la dirección hacia Sevilla de la línea férrea y encuadrado como el proyecto estrella del nuevo Ensanche Sur que se llevará a cabo en dicha zona de la ciudad.
La infraestructura tuvo un coste presupuestado en 46,2 millones de euros y las obras tenían previsto una duración de 24 meses, prologándose hasta los 36. Aunque la fecha de finalización (después de retrasarla en varias ocasiones) se estableció en el primer trimestre del 2018, finalmente se inauguró con el primer tren de pasajeros el 25 de abril de 2018, momento en que sustituyó a la antigua Estación Huelva-Término
A pesar de que la estación fue puesta en funcionamiento el 25 de abril de 2018, 1 semana y 1 día más tarde, el día 3 de mayo, fue inaugurada oficialmente por el ministro de Fomento Íñigo de la Serna y la ministra de Empleo y Seguridad Social Fátima Báñez, junto con otras 150 autoridades políticas.

## El proyecto
En un principio, se iba a construir un edificio definitivo de alto coste, para lo cual Santiago Calatrava había diseñado una estación con una torre de 300 metros, si bien no encajaba con las necesidades de la ciudad. El Ministerio de Fomento y Adif optaron por hacer un edificio semejante a otras estaciones de la red AVE (León, Vigo...), más económico.
La estación tuvo un presupuesto inicial que ascendía a 61,2 millones de euros. El 30 de abril de 2010 se adjudicó del total presupuestado, algo más de 53 millones de euros a la UTE formada por Agrupación Guinovart Obras y Servicios Hispania y por Detea para su construcción, en concreto para la definición de la playa de vías, la electrificación, las instalaciones de seguridad ferroviarias, los andenes, marquesinas, edificios técnicos y los servicios e instalaciones necesarios para su explotación. El plazo de adjudicación fue de 24 meses, que concluirían con la construcción en el punto kilométrico 107 de la línea Sevilla-Huelva de una estación de cuatro vías divididas en dos andenes de 400 y 220 metros de longitud respectivamente, en principio todas de ancho ibérico, aunque serían adaptables a ancho internacional, para la alta velocidad. De los cerca de 5.000 metros de vías, 2.175 m serán en placa y 2.413 m sobre balasto.
Finalmente, el 28 de julio de 2015, el proyecto definitivo fue publicado por el Ministerio de Fomento, entonces presidido por Ana Pastor, asegurando que la estación estaría en pleno rendimiento en el año 2016. Este proyecto consistió en que la nueva estación, estuviera enclavada dentro del Sector PAU 1 Ensanche Sur, en la zona conocida popularmente como Las Metas. Estaría situada a unos ochocientos metros al este de la antigua estación ferroviaria, junto a la línea ferroviaria de ancho convencional Sevilla-Huelva. Esta ubicación le aportaría una importante centralidad, estando comunicada con algunas de las principales arterias y avenidas de la ciudad y de su área de expansión. La estación contaría con dos andenes para el servicio de viajeros de 400 y 220 metros de longitud, respectivamente, así como un andén técnico. Asimismo, dispondría de cuatro vías de circulación y conexión con la vía general existente. El edificio de viajeros tendría una superficie total aproximada de 1.200 metros cuadrados, e incluiría vestíbulo principal, locales comerciales y resto de zonas públicas, que sumaban aproximadamente 800 metros cuadrados. Además de edificio técnico de uso específico para administración e instalaciones y los elementos de seguridad y señalización, se crearían 106 plazas de aparcamiento público para coches (incluidas 5 para personas con movilidad reducida), 25 plazas para bicicletas y otras 25 para motocicletas. Asimismo, se incluye en este proyecto la urbanización de un parque lineal hacia el norte, junto a las vías, para satisfacer la necesidad del espacio verde reservado en el plan ferroviario. La infraestructura tuvo un coste presupuestado en 46,2 millones euros.

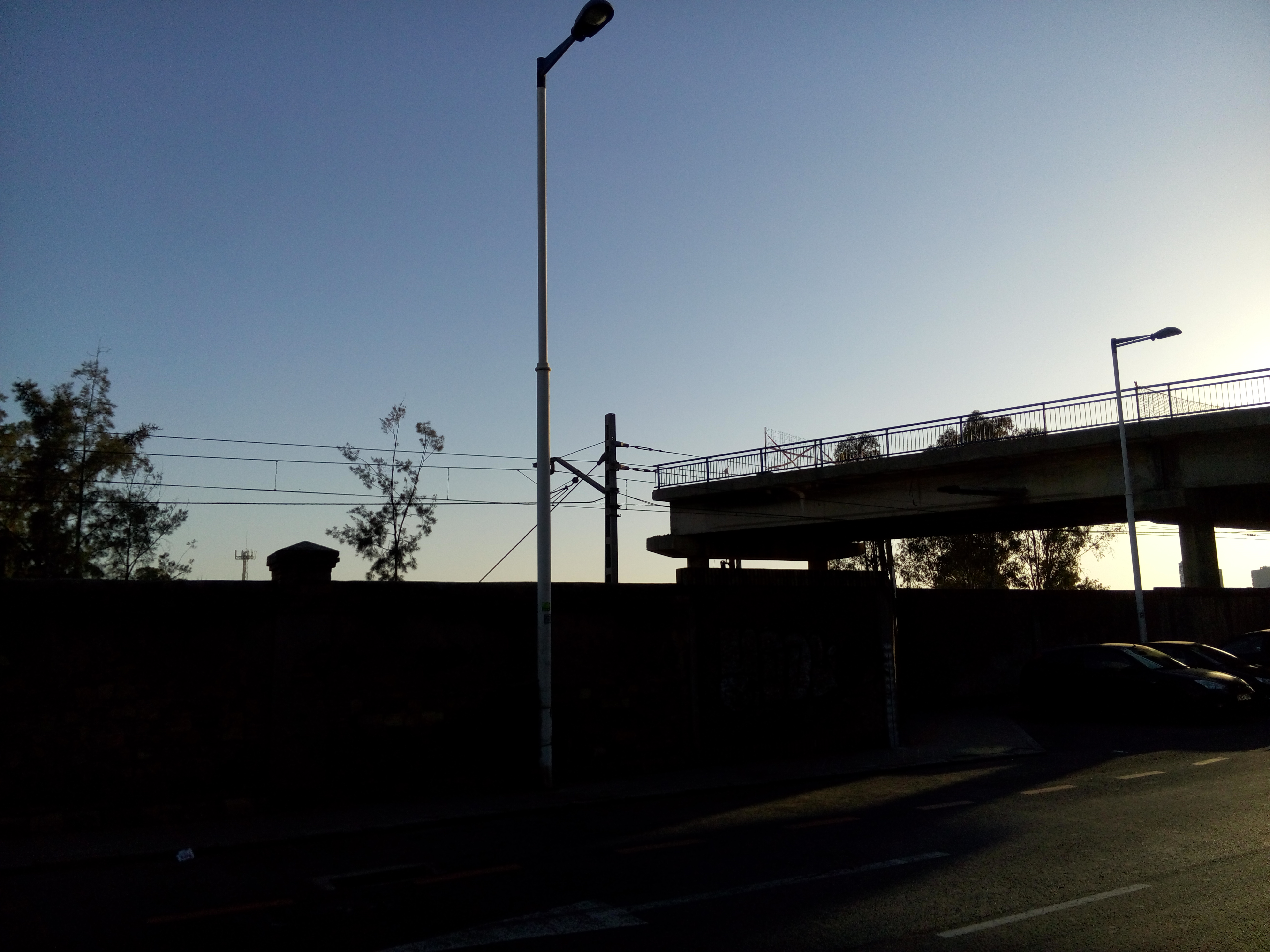
Viaducto de la Avenida de Cádiz demolido parcialmente

La conexión de la nueva estación con la ciudad se incrementaría mediante su acceso principal con la avenida Escultora Miss Whitney, así como por la remodelación de la urbanización de la Avenida de Cádiz en su tramo urbano, tras la demolición del viaducto que se situaba actualmente sobre ella, debido a la falta de espacio para la estación.
Las obras empezaron en octubre del 2015 y a mediados de abril de 2017, Adif destacó el "notable avance" de las obras (más del 50% de la estación construido). Se concluyó la estructura del edificio y avanzó la reposición del vial de la Avenida de Cádiz (como vía vertebradora hacia la nueva estación). Se ejecutaron las marquesinas y el pavimento continuo de hormigón en andenes, y sólo faltó la colocación de los paneles de cubierta, con lo que la obra civil de las instalaciones estaba finalizada. El 15 de septiembre de 2017, Adif anunció que la estación se encontraba al 70% de ejecución.
Finalmente, el 20 de abril de 2018, fue confirmado por un cartel situado en la antigua estación de Huelva por Adif, que la apertura de la nueva estación sería el día 25 de abril de 2018, es decir, los 5 días siguientes. Debido al traslado de la estación, Renfe llevó a cabo un plan alternativo de transporte para los servicios que ofrecía la empresa ferroviaria con origen o destino Huelva entre los días 23 y 25 de abril de 2018, estableciéndose durante estos 2 días algunos tramos en bus, lo cual provocó problemas a una docena de viajeros.

## Línea ferroviaria Huelva-Sevilla
El 5 de mayo de 2016, la exministra de Fomento Ana Pastor, junto a Fátima Báñez, anunció que el Gobierno culminó el proyecto de modernización de la línea ferroviaria Huelva-Sevilla, al que destinaría una inversión de 410,2 millones de euros, y que el Administrador de Infraestructuras Ferroviarias (Adif) remitiría ese mismo día al Ministerio de Medio Ambiente con la previsión de que las obras pudieran salir a concurso dentro de "tres o cuatro meses" al 5 de mayo del mencionado año.
Sin embargo, el 3 de mayo de 2018 el ministro de fomento Íñigo de la Serna, en la inauguración de la nueva estación, junto con la ministra de empleo Fátima Báñez, anunciaron que el proyecto de la reconversión del trazado actual a una línea de altas prestaciones había sido desechado en favor de una nueva línea de alta velocidad pura (AVE), es decir, una línea preparada para velocidades máximas de 350 km/h, en ancho internacional, y con electrificación a 25 kV CA, por un coste de 1,200 millones de euros. El ministro no proporcionó fechas oficiales.
Esta inversión provocaría la utilización de vías de Alta Velocidad. De este modo, el viaje entre Huelva y Sevilla se podría efectuar en 40 minutos, 47 minutos menos que el servicio ferroviario actual. Por su parte, la conexión con Madrid se cubriría en 2 horas y 55 minutos, es decir, 46 minutos menos que el tren directo actual y una hora y 20 minutos menos que el servicio combinado.

## Servicios ferroviarios

### Larga Distancia
La estación dispone de conexiones de larga distancia entre Huelva y Madrid tanto mediante trenes Alvia, que circulan diariamente en ambos sentidos y utilizan parcialmente los trazados de alta velocidad existentes (haciendo parada en La Palma del Condado y Córdoba), como mediante trenes Intercity, que la unen con Zafra, Mérida, Cáceres, Talavera de la Reina y Madrid (entre otras paradas) enteramente por ancho ibérico, si bien estas circulaciones sólo se prestan en fines de semana o temporadas específicas. Asimismo, se ofrecen otras tantas conexiones con Madrid mediante trasbordo en Sevilla.

### Media Distancia
Los servicios de Media Distancia ofrecidos por Renfe tienen como principal destino la ciudad de Sevilla. Entre ambas capitales andaluzas existen tres relaciones diarias en ambos sentidos realizadas por trenes MD. Además, existen conexiones con Jabugo-Galaroza a razón de dos trenes diarios en ambos sentidos de lunes a jueves, el fin de semana la frecuencia se ve reducida, si bien estas circulaciones, como ya se ha explicado, continúan hasta Madrid vía Zafra, Mérida, Cáceres y Talavera de la Reina.

## Polémica política y situación actual
Tras la inauguración en 1992 de la línea Madrid-Sevilla, se hicieron declaraciones sobre su ampliación a Huelva, al principio usando los dos anchos por un mismo tren, sin cambiar vagones, aunque no fue hasta el 2000 cuando se iniciaron contactos para su construcción y hasta 2004 no se inició la redacción del estudio informativo. En el nuevo PGOU de Huelva, el Ayuntamiento había ya propuesto el traslado de la estación a un emplazamiento más al norte del histórico, ya que esas instalaciones ferroviarias han supuesto una barrera arquitectónica desde su construcción para el desarrollo urbano hacia el sur. Una superficie junto al actual vial de acceso ferroviario, a unos 500 metros de la plaza del Punto al norte de la estación original ha sido la elegida para la nueva construcción, dejando la superficie de vías a levantar como parque lineal. Las obras comenzaron oficialmente el 19 de julio de 2010 asistiendo dos delegaciones por separado: representantes del Gobierno Central y de la Diputación, por un lado, y del Ayuntamiento por otro.
Para la primera fase de las obras de la estación se estimó un plazo de 24 meses. El primer paso será la construcción de las vías y andenes, para posteriormente realizar el edificio de viajeros. Por otra parte, los proyectos de Calatrava y el ganador del concurso de 2011 de De La-Hoz fueron desechados como consecuencia de su elevada inversión tras la Gran Recesión, aunque el último de ellos fue pagado casi íntegramente en lo que tocante al proyecto. Por ello, el Ministerio de Fomento licitó la redacción de un proyecto diferente, que se sacó a concurso, y un jurado en el que estuvo el Ayuntamiento decidió cómo será la futura estación de Huelva, encargándose finalmente a la empresa Detesa su construcción. Finalmente el Ministerio de Fomento y ADIF optaron por hacer un edificio semejante a otras estaciones de la red AVE (León, Vigo...), más económico, por lo que el edificio de viajeros se hará al unísono junto con los andenes y vías.
Algunos partidos políticos como el PSOE, presentaron en un Pleno del Ayuntamiento del 1 de febrero de 2017 una moción en la que urgían al Gobierno a desarrollar los cuatro proyectos del trazado de Alta Velocidad entre Huelva y Sevilla, para que las obras se desarrollasen al unísono con Las Metas.
El 10 de diciembre de 2017, Diego Rodríguez Toribio, secretario general de la CGT (uno de los principales sindicatos ferroviarios) y miembro de la plataforma 'Huelva por un ferrocarril público, social y sostenible' (creada en noviembre de 2017 y formada, por Ecologistas en Acción, Equo, Podemos, IU, el PCE y CGT), considera que la nueva estación, que se supone apta para la futura llegada de la Alta Velocidad, es "una chapuza para Huelva", comentando que la estación se acerca más a un apeadero que a una verdadera estación de ferrocarril, criticando asimismo unos PGE  para 2018 que atribuyen a Huelva únicamente 50.000 euros.
Tras el anuncio de Renfe sobre la apertura de la nueva estación y las declaraciones de Antonio Sanz sobre la línea férrea de Huelva-Sevilla (evitando llamar AVE al futuro tren Huelva-Sevilla y asegurando que lo importante "es reducir el tiempo y aumentar la fluidez del número de trenes"), se generó un cierto malestar entre todos los onubenses por la construcción de una nueva estación ferroviaria, la cual no está apta para recibir ni el AVE ni trenes de Alta Velocidad, convirtiéndose así Huelva en la única provincia española que descarta el AVE. El 23 de abril de 2018, Ignacio Caraballo y Gabriel Cruz, junto con 47 alcaldes de toda la Provincia de Huelva, se reunieron en la Diputación de Huelva defendiendo que Huelva contara con unas infraestructuras ferroviarias "dignas y con un tren del siglo XXI". Además, Ignacio, aseguró no haber recibido comunicación oficial ninguna sobre la apertura de la nueva estación.
Tal fue el revuelo por la apertura de la estación de Alta Velocidad sin trenes de Alta Velocidad, que se viralizó un vídeo sarcástico realizado por la plataforma Huelva por su tren en YouTube, tomándose de manera humorística que el AVE siga sin llegar a Huelva y según ellos, "la inversión en materia ferroviaria no sea la esperada".
El mismo día de la inauguración, Íñigo de la Serna, anunció que la Alta Velocidad llegaría a Huelva, tras una inversión de más de 1,200 millones de euros. Este cambio radical de postura del Gobierno, fue según el alcalde Gabriel Cruz e Ignacio Caraballo, fruto de "la presión ciudadana".